# Фелипе Андерсон
Фели́пе А́ндерсон Пере́йра Го́мес (порт.-браз. Felipe Anderson Pereira Gomes; род. 15 апреля 1993, Санта-Мария, Федеральный округ, Бразилия) — бразильский футболист, полузащитник клуба «Палмейрас». Выступал за сборную Бразилии.
Андерсон вырос и начинал свою карьеру в Бразилии. В детстве он сменил немало клубов, пока в 2007 году не стал игроком молодёжной команды «Сантоса». Спустя три года был приглашен в основную команду, где закрепился на позиции левого вингера, отыграл 2,5 года и забил 7 голов. В 2013 году подписал соглашение с «Лацио».
Представляет собой типичного бразильского футболиста: стройный, ловкий и быстрый, с отличным дриблингом и высокой точностью пасов. Он может играть на любой позиции в полузащите, а в своих командах является штатным исполнителем штрафных и угловых ударов.

## Ранние годы
Родился в бразильской столице Бразилиа. Фелипе начал свою карьеру в возрасте семи лет, попав в систему клуба КПМИНД. В том же году он присоединился к клубу «Федерал», в системе которого провёл шесть лет. Затем Фелипе некоторое время провёл в системах «Гаминьи» и «Астрала». Наконец, в 2007 году игрока приметили скауты профессионального клуба «Коритиба», подписавшие с ним молодёжный контракт. Впрочем, уже через полгода игры в «Коритибе» Андерсон перебрался в «Сантос», в составе которого заканчивал свое обучение премудростям футбола.

## Клубная карьера

### «Сантос»
Молодой игрок был переведён в основу «Сантоса» в октябре 2010 года из-за травм ведущих полузащитников. Он начал тренироваться с основным составом и заключил профессиональный трёхлетний контракт с клубом. Фелипе дебютировал за «Сантос» 6 октября 2010 года в матче с «Флуминенсе» (3:0). Андерсон сыграл на позиции плеймекера и, несмотря на свой юный возраст, продемонстрировал высокое качество игры. Через десять дней Андерсон вновь попадает в заявку первой команды, а уже в конце ноября дебютирует в стартовом составе «Сантоса» в поединке Серии A против «Аваи».
Зимой 2011 года Андерсон все чаще появляется в стартовом составе «Сантоса» и помогает клубу выиграть чемпионат штата Сан-Паулу. Первый гол за «Сантос» Фелипе забил 11 февраля 2011 года в матче с «Нороэсте». В мае хавбек дебютирует в престижном турнире Кубка Либертадорес, отмечаясь двумя выходами на замену. «Сантос» в итоге выигрывает данный трофей, а Фелипе продолжает закрепляться в стартовом составе и даже отмечается дебютным голом в матче чемпионата против «Аваи» (2:1).
Во второй половине сезона 2012 Фелипе окончательно закрепляется в стартовом составе «Сантоса», образуя забивную связку полузащитников с Неймаром и Боржесом. 8 июля Андерсон отметился дублем в поединке против «Гремио» (4:2). После ухода из команды Гансо, Фелипе взял освободившийся десятый номер. На финальном отрезке бразильского первенства хавбек забил четыре гола в пяти матчах. Всего же в течение этого года Андерсон отыграл 53 игры, 12 из которых пришлись на Рекопу Южной Америки. «Сантос» добрался до финала данного турнира, где обыграл чилийский клуб «Универсидад» (2:0).
Зимой 2013 года Андерсеном впервые начали интересоваться клубы из-за рубежа. Среди главных претендентов фигурировали итальянские клубы: «Рома», «Удинезе» и «Фиорентины». Однако «рыбы» на фоне ведущихся переговоров по Неймару не хотели отпускать сразу всех лидеров, поэтому на все предложения по трансферу Андерсона ответили отказом. Однако уже на старте нового сезона игроком всерьез заинтересовался «Лацио». Римский клуб провёл три раунда переговоров: если в первом случае Андерсона не хотел продавать «Сантос», то затем переговоры зашли в тупик из-за претензий английской компании Doyen Sports, владевшей половиной прав на футболиста.

### «Лацио»
9 июля 2013 года «Лацио» все же добился своего, подписав с игроком контракт на 5 лет.. Сумма трансфера составила 7,8 миллионов евро. Кроме того, «Лацио» выплатит «Сантосу» 25 % от следующего трансфера футболиста. На старте сезона 2013/14 хавбек не пробивался в старт «Лацио», дебютировав лишь в октябрьском матче Лиги Европы против «Трабзонспора» (3:3). Через неделю Фелипе сыграл первый матч чемпионата Италии против «Фиорентины», выйдя на поле в стартовом составе. Первый гол за «Лацио» забил 28 ноября 2013 года в матче против «Легии». Во втором круге чемпионата игрок появлялся чаще на замену и голами больше не отмечался.
Совсем по-другому сложился для него сезон 2014/15. Закрепившись на правом фланге атаки, Андерсон помог «Лацио» разгромить в дебютном матче сезона «Бассано» (7:0). В течение трех стартовых месяцев хавбек демонстрировал приличную игру, однако никак не мог забить. Наконец, в декабре Фелипе открыл счет своим голам в Серии A, поразив ворота «Пармы» (2:1). В этом месяце Андерсон забил ещё четырежды, а также отметился тремя голевыми передачами и был признан лучшим игроком «Лацио» в декабре.
После небольшого зимнего перерыва Фелипе продолжил забивать: 5 января 2015 года он забил мяч и отметился двумя голевыми передачами в противостоянии с «Сампдорией» (3:0). 11 января вновь забил мяч и отдал голевую передачу в принципиальнейшем римском дерби против «Ромы» (2:2). Когда Андерсон покидал «Стадио Олимпико» на 65-й минуте, его команда вела со счетом 2:0, однако затем пропустила два мяча от Франческо Тотти и не смогла удержать победный счет.
На тренировке перед следующим туром Серии A Андерсон повредил связки левой ноги и выбыл из строя на три недели. В это зимнее трансферное окно игроком интересовались «Атлетико» и «ПСЖ», однако конкретных предложений так и не поступило. Восстановившись от травмы, Андерсон вернулся в старт «орлов», но в феврале не забил. 1 марта игрок отметился голом и голевой передачей в матче против «Сассуоло» (3:0). Впоследствии выдал пятиматчевую серию результативных матчей. 16 марта игрок отметился двумя мячами в противостоянии с «Торино» (2:0).
Предвидя большой интерес к фигуре бразильца в межсезонье 2015 года, «Лацио» 21 марта заключил с ним новый шестилетний контракт. А уже через неделю стало известно, что игроком интересуются британские гранды во главе с «Челси» и «Манчестер Юнайтед». Сам футболист отметил, что с удовольствием останется в римском клубе, если тот по итогам сезона пробьётся в Лигу чемпионов.

### «Вэст Хэм Юнайтед»
В июле 2018 года Фелипе Андерсон перешёл в английский клуб «Вест Хэм Юнайтед» за 38 миллионов евро, что стало рекордным трансфером для «Вест Хэма». Контракт с лондонским клубом рассчитан до лета 2022 года. Дебютировал за «Молотобойцев» 12 августа 2018 года в матче против «Ливерпуля», выйдя в стартовом составе и отыграв 63 минуты, после чего был заменен Хавьером Эрнандесом, матч окончился со счетом 4:0 в пользу «Мерсисайдцев». Свой первый гол за «Вест Хэм» Фелипе забил 29 сентября в ворота «Манчестер Юнайтед» на 5-й минуте с флангового прострела Пабло Сабалеты, матч окончился со счетом 3:1 в пользу «Вест Хэма». 3 ноября в матче с «Бернли» Фелипе совершил первый дубль за клуб, забив на 68-й минуте с паса Грейди Дианганы, а также на 84-й минуте после розыгрыша углового, матч окончился со счетом 4:2 в пользу «Вест Хэма».

### Возвращение в «Лацио»
16 июля 2021 года Андерсон вернулся в «Лацио» за 3 миллиона евро.

## Карьера в сборной
Фелипе провёл три матча за сборную Бразилии (до 20 лет). В её составе он принял участие на Панамериканских играх-2011.

## Статистика

### Клубная статистика
по состоянию на 15 июня 2018 года
| Выступление      | Выступление      | Выступление      | Лига | Лига | Кубок страны | Кубок страны | Еврокубки | Еврокубки | Остальные | Остальные | Итого | Итого |
| Клуб             | Лига             | Сезон            | Игры | Голы | Игры         | Голы         | Игры      | Голы      | Игры      | Голы      | Игры  | Голы  |
| ---------------- | ---------------- | ---------------- | ---- | ---- | ------------ | ------------ | --------- | --------- | --------- | --------- | ----- | ----- |
| Сантос           | Серия А          | 2010             | 5    | 0    | 0            | 0            | 0         | 0         | 0         | 0         | 5     | 0     |
| Сантос           | Серия А          | 2011             | 18   | 1    | 0            | 0            | 0         | 0         | 11        | 1         | 29    | 2     |
| Сантос           | Серия А          | 2012             | 35   | 6    | 0            | 0            | 0         | 0         | 18        | 1         | 53    | 7     |
| Сантос           | Серия А          | 2013             | 3    | 0    | 3            | 0            | 0         | 0         | 15        | 0         | 21    | 0     |
| Сантос           | Итого            | Итого            | 61   | 7    | 3            | 0            | 5         | 0         | 44        | 2         | 113   | 9     |
| Лацио            | Серия А          | 2013/14          | 13   | 0    | 2            | 0            | 5         | 1         | 0         | 0         | 20    | 1     |
| Лацио            | Серия А          | 2014/15          | 32   | 10   | 5            | 1            | 0         | 0         | 0         | 0         | 37    | 11    |
| Лацио            | Серия А          | 2015/16          | 17   | 4    | 1            | 0            | 6         | 1         | 1         | 0         | 25    | 5     |
| Лацио            | Итого            | Итого            | 137  | 25   | 18           | 3            | 21        | 6         | 1         | 0         | 177   | 34    |
| Всего за карьеру | Всего за карьеру | Всего за карьеру | 123  | 21   | 11           | 1            | 11        | 2         | 45        | 2         | 190   | 26    |

## Достижения
«Сантос»
- Чемпион штата Сан-Паулу (2): 2011, 2012
- Обладатель Кубка Либертадорес: 2011
- Обладатель Рекопы Южной Америки: 2012

«Лацио»
- Финалист Кубка Италии (2): 2014/15, 2016/17
- Обладатель Суперкубка Италии: 2017
- Финалист Суперкубка Италии: 2015

Сборная Бразилии
- Олимпийский чемпион: 2016